# Thelairosoma palposum
Thelairosoma palposum är en tvåvingeart som beskrevs av Villeneuve 1938. Thelairosoma palposum ingår i släktet Thelairosoma och familjen parasitflugor. Inga underarter finns listade i Catalogue of Life.